# Neue Prager Hütte
Die Neue Prager Hütte ist neben dem DAV-Haus Obertauern, dem Hannoverhaus und der Klostertaler Umwelthütte die vierte eigene Alpenvereinshütte des Deutschen Alpenvereins und ist somit keiner Sektion zugehörig. Sie ist eine bewirtschaftete Hütte der Kategorie I und liegt auf 2796 m ü. A. südöstlich des Großvenedigers in Osttirol in Österreich.

## Geschichte
Nachdem die Alte Prager Hütte von 1872 für den steigenden Bergtourismus zu klein wurde, beschloss die Sektion Prag des Deutschen und Österreichischen Alpenvereins, eine neue Hütte etwa eine Wegstunde oberhalb der alten Hütte zu planen. Die Neue Prager Hütte wurde in den Jahren 1901/03 unter maßgeblicher Beteiligung von Johann Stüdl aus Prag errichtet und am 9. August 1904 feierlich eingeweiht. Elise Mühlburger führte von 1908 bis 1945 die Hütte.
Die Hütte wurde 1984 erweitert. Sie befand sich von 1904 bis 1992 im Besitz der Sektion Prag und ging 1992 durch Auflösung der Sektion und der Übergabe der verbliebenen Hütten an die Sektion Oberland des Deutschen Alpenvereins über. Sie wurde 2013 an den Deutschen Alpenverein (Bundesverband) übergeben und von diesem in den Jahren 2013/14 für 1,6 Millionen Euro generalsaniert. Die vorhandene Photovoltaikanlage wurde dabei erweitert sowie ein mit Rapsöl betriebenes Blockheizkraftwerk errichtet. Bei der Erneuerung der Fassade wurde berücksichtigt, dass die Hütte seit 2014 unter Denkmalschutz (Listeneintrag) steht.
Die Neue Prager Hütte war im August 2022 die erste Hütte in den Alpen, die wegen Trinkwassermangel die Sommersaison vorzeitig beenden musste. Die umliegenden Schneefelder waren bei weit überdurchschnittlichen Temperaturen abgeschmolzen und der saisonale Wasserspeicher am 8. August leer, statt wie bisher in den September zu reichen. Ebenfalls seit 2022 gibt es wegen Schneemangels im Umfeld keine Wintersaison mehr, die Hütte ist nur noch von Mitte Mai bis Anfang September geöffnet. Im Sommer 2023 musste die Hütte wegen Wassermangels erneut kurzfristig schließen.

## Anreise
- Anreise per PKW: gebührenpflichtiger Parkplatz am Matreier Tauernhaus
- Anreise per Bus: Haltestelle Matrei in Osttirol, Abzw. Tauernhaus der Buslinie Kitzbühel–Lienz in Osttirol. Fahrtdauer von den Endhaltestellen ca. eine Stunde, dort sowie in Mittersill Umsteigemöglichkeit zur ÖBB
- Vom Matreier Tauernhaus fahren ein Taxi, eine Pferdekutsche sowie ein traktorbetriebener Bummelzug nach Innergschlöß.

## Aufstieg
- Vom Matreier Tauernhaus (1512 m) über das Innergschlöß (Venedigerhaus, 1725 m), vorbei an der Alten Prager Hütte in ca. 4½ bis 5 Stunden.

## Touren von der Neuen Prager Hütte
- Großvenediger (3657 m) (Gletscher), ca. 3 Stunden
- Kristallwand, Rainerhorn, Kleinvenediger, Schwarze Wand, Hoher Zaun, Innerer Kesselkopf, Hohes Aderl (meist Gletschertouren)

## Übergang zu anderen Hütten
- Badener Hütte, ca. 3½ bis 5 Stunden
- Defreggerhaus über Rainertörl, ca. 4½ Stunden
- Neue Fürther Hütte, ca. 5 bis 6 Stunden
- Johannishütte, ca. 6 Stunden
- Kürsingerhütte über Venedigerscharte, ca. 4 Stunden
- St. Pöltner Hütte, ca. 6 Stunden
- Neue Thüringer Hütte, ca. 6 bis 7 Stunden

## Bilder

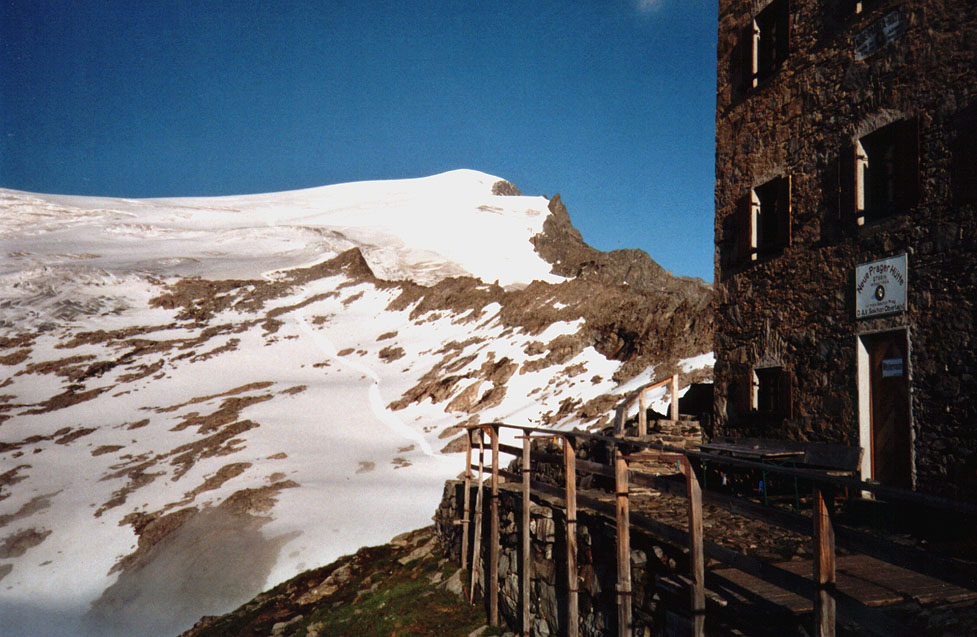
Neue Prager Hütte mit Großvenedigermassiv
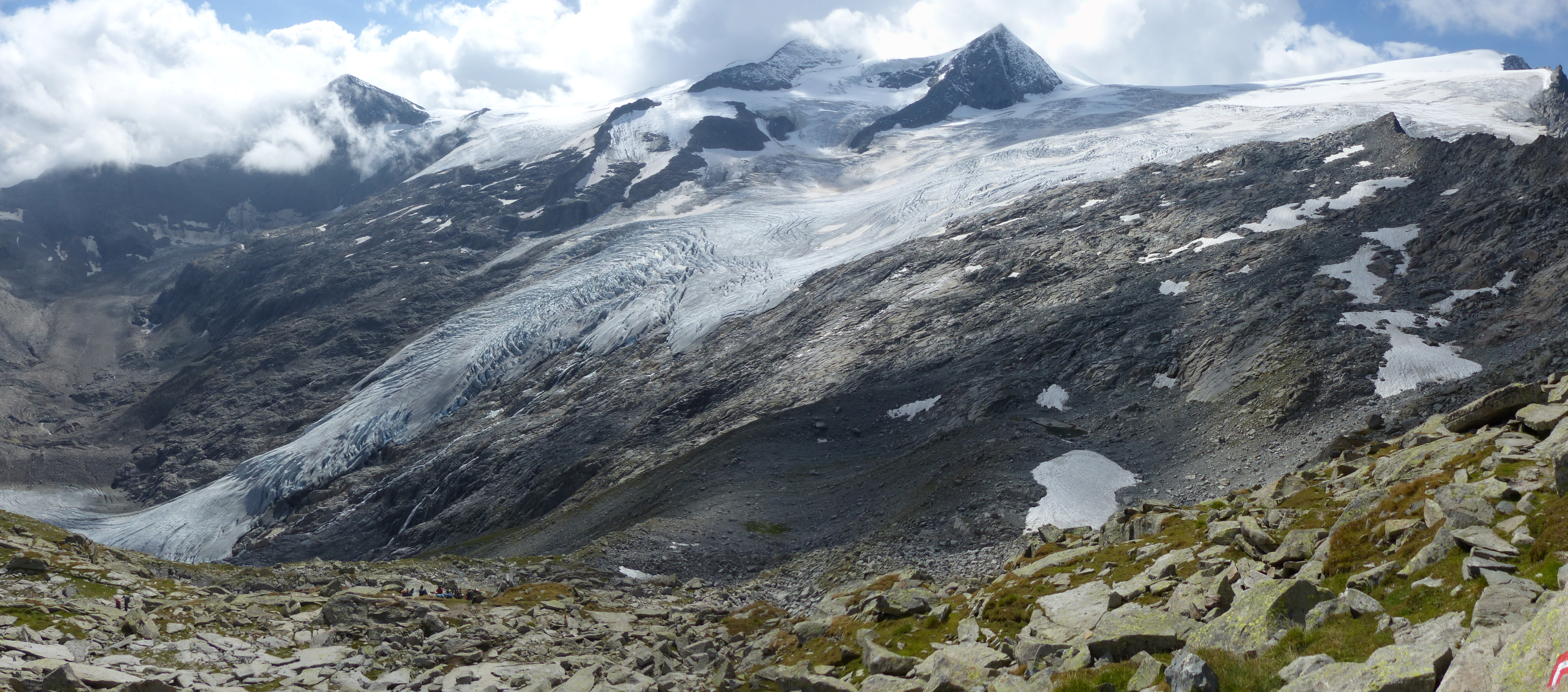
Blick von der Hütte auf Schlatenkees, Hohen Zaun, Schwarze Wand, Klein- und Großvenediger
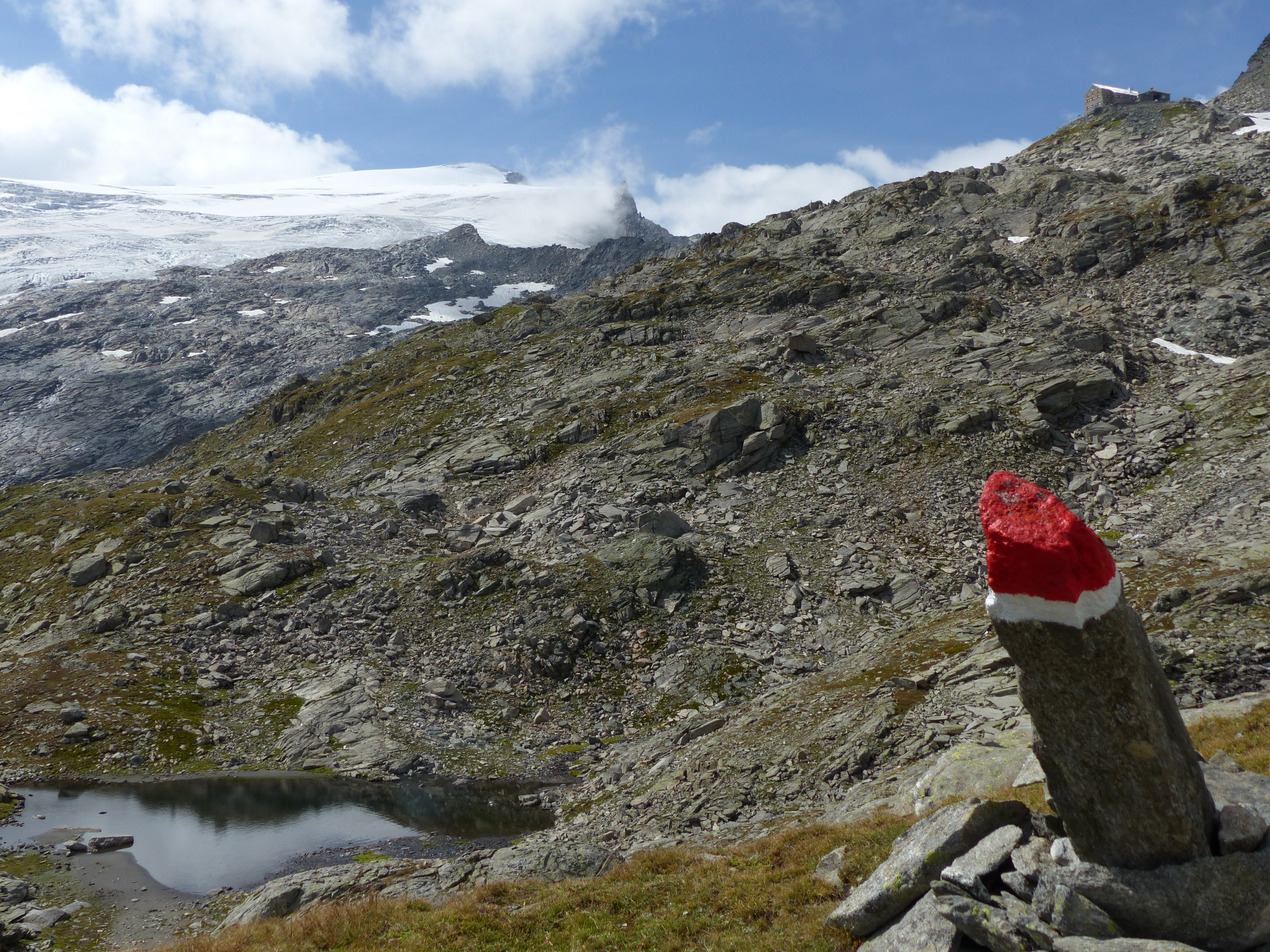
Neue Prager Hütte mit Schlatenkees, Klein- und Großvenediger
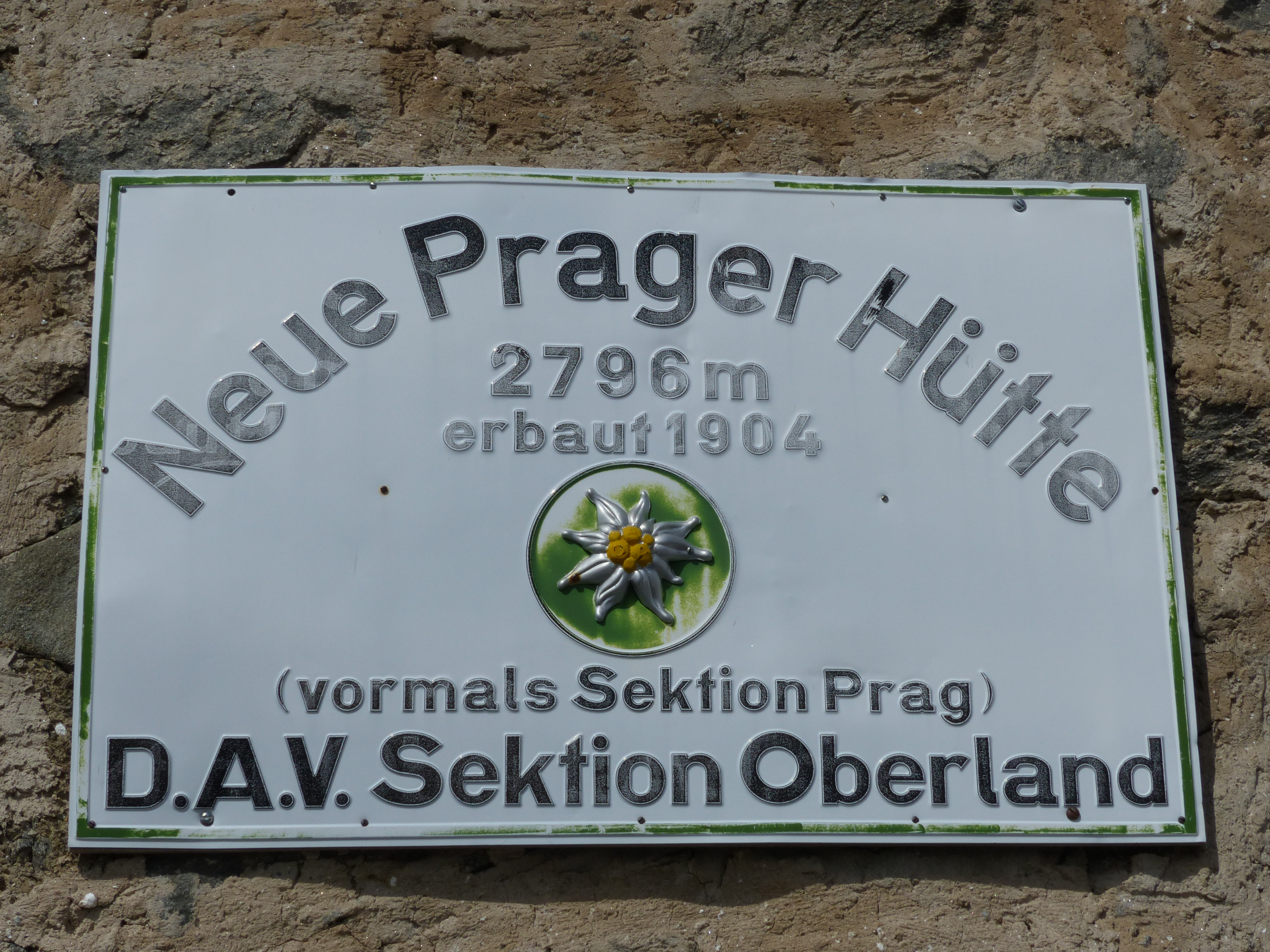
Hüttenschild
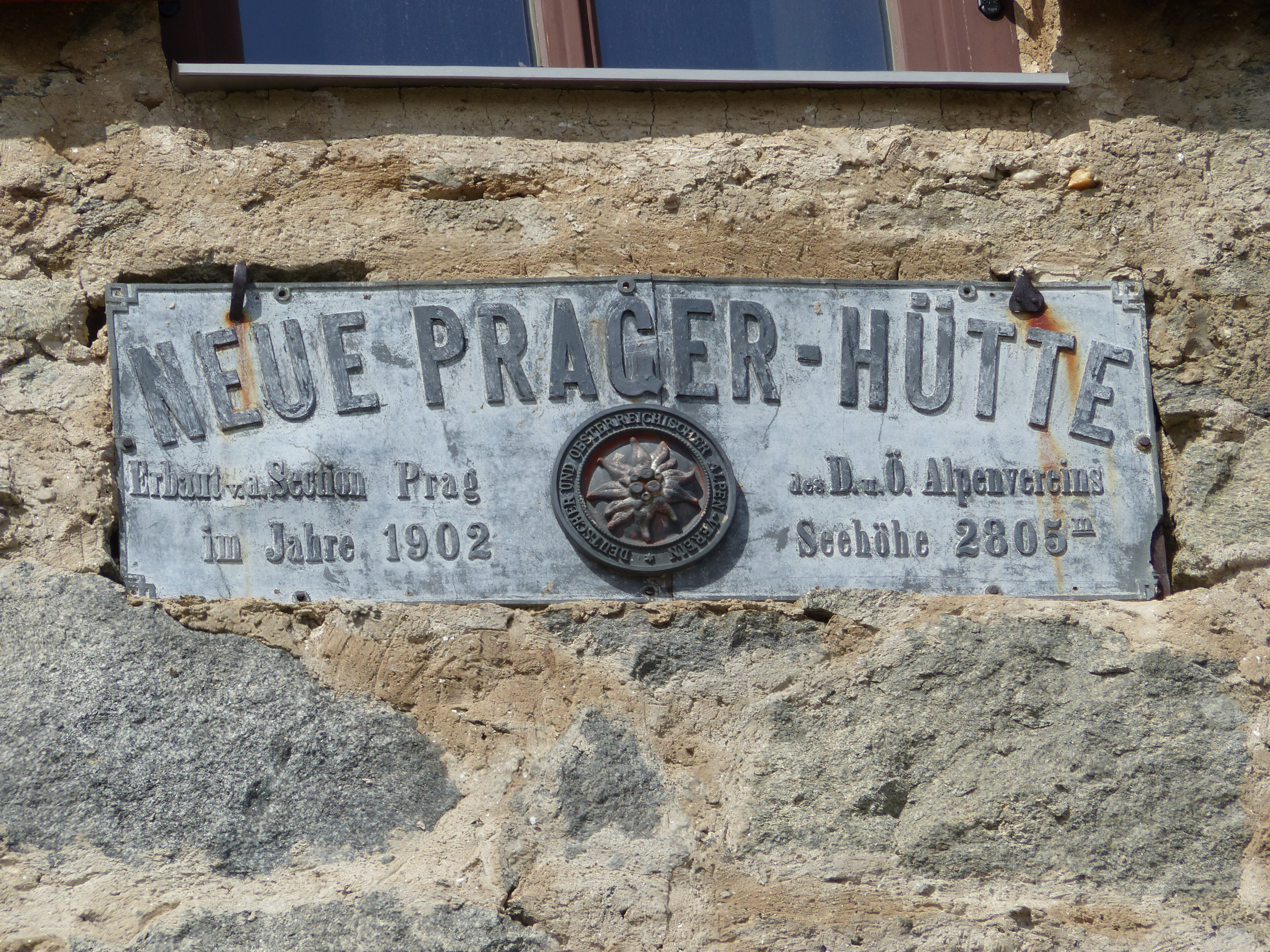
Altes Hüttenschild